# PM M1910
Il M1910 PM (Пулемёт Максима на станке Соколова, Pulemyot Maxim Sokolov na stanke Sokolova "mitragliatrice di Maxim modello 1910 su affusto Sokolov") è una mitragliatrice pesante utilizzata dall'esercito imperiale russo durante la prima guerra mondiale e dall'Armata Rossa durante la seconda guerra mondiale, e da numerose altre forze armate e movimenti di guerriglia nel XX secolo.

## Sviluppo

### Storia
La prima mitragliatrice veramente affidabile ed efficiente, prodotta da Hiram S. Maxim, fece molto scalpore negli ambienti militari. Maxim, ai primi del XX secolo, condusse un'intensa attività di promozione per la sua arma e nel 1902 l'esercito zarista commissionò una fornitura di mitragliatrici alla Vicker's Son & Maxim Machine Gun Company. Ben presto le autorità militari russe acquistarono le licenze di produzione e nel 1905 iniziarono a produrre una copia pressoché conforme della mitragliatrice Vickers-Maxim, nota come PM5 la prima mitragliatrice prodotta nell'arsenale di Tula. L'arma presentava un manicotto per il raffreddamento in bronzo.
Alla fine del 1910 fu prodotta la PM10, che rimpiazzava il manicotto in bronzo con uno più efficiente in lamiera corrugata; il calibro fu il 7,62 x 54mm R di ordinanza, usato anche nei fucili M1891 Mosin Nagant. Inoltre, la mitragliatrice venne fornita di un affusto in ghisa (affusto Sokolov) piuttosto imponente e provvisto di due ruote in legno per il traino da parte dei serventi, che rendeva l'insieme arma-affusto pesante non meno di 74 kg. Il modello divenne arma standard dell'esercito zarista e prestò servizio nel primo e nel secondo conflitto mondiale.

### Impiego operativo
La PM1910 vide l'azione nel 1914 con l'esercito imperiale russo, e rimase in servizio per tutto il conflitto mondiale. Distribuita inizialmente in numero di due per ogni battaglione di fanteria, entro il 1917 tale numero era salito a dodici, vale a dire un'arma per ogni plotone di fanteria. Trattandosi di un'arma piuttosto pesante e di difficile mobilità, come tutte quelle della sua categoria, la PM1910 venne impiegata perlopiù in posizioni statiche, accuratamente predisposte e protette, come casematte, trincee e bunker. Durante il conflitto però, le vaste pianure della Russia divennero teatro di ampie azioni di cavalleria e anche di veicoli blindati: la PM1910 fu perciò montata un po' dovunque, specie sui carri agricoli russi Panje e sui carri "civili" Tachanka, nonché, d'inverno, sulle slitte reperibili ovunque. Il principale limite dell'arma era infatti costituito dal suo peso: occorrevano due uomini per trainare l'affusto, e su terreno accidentato ne servivano anche sei; nel 1915 l'affusto Sokolov venne affiancato da un altro, detto Kolesnikov, altrettanto robusto ma più leggero.
Il difetto del peso però era ampiamente compensato dall'estrema efficienza dell'arma: costruita senza risparmio di materiali e secondo la ben collaudata meccanica Maxim, la PM1910 era in grado di sparare pressoché ininterrottamente finché venisse rifornita di munizioni e acqua, e si rivelò insensibile a gelo, polvere, fango e maltrattamenti. La potente cartuccia 7,62 x 54 R le conferiva un'ottima balistica e poteva sparare con precisione fino a 1 500 metri; la gittata massima sfiorava i 3 000 metri, cosa di indubbio valore nelle ampie pianure russe. L'arma non venne impiegata solo dalle armate russe: l'esercito tedesco e quello austro-ungarico ne catturarono grandi quantitativi e le impiegarono prontamente.
Fino al 1918 l'arma venne prodotta in gran numero di esemplari per l'esercito dello Zar, poi dal 1918 al 1920 l'arsenale di Tula ne fabbricò altri 21 000 per l'Armata Rossa; durante la guerra civile russa, l'arma continuò a rivestire un ruolo importante e restò la mitragliatrice pesante standard dell'URSS. Nel 1930 fu introdotta una variante, la PM1910/30 in cui la novità principale fu l'affusto molto ridotto e semplificato, anche se l'arma era ancora lungi dall'essere leggera. Diversi paesi adottarono la PM1910 e le sue varianti, nel periodo fra le due guerre mondiali.
Nella seconda guerra mondiale, la "Maksim", come la chiamavano i militari sovietici, continuò a dare ottima prova di sé: apparve anche su installazioni navali e aeree e in uno speciale affusto antiaereo con quattro PM1910 affiancate, in dotazione alla fanteria sovietica. La Wehrmacht, nelle prime fasi dell'invasione dell'URSS, ne catturò enormi quantità e i tedeschi le impiegarono largamente come sMG 216(r). Molti esemplari vennero provvisti sul manicotto di un grosso tappo per radiatori da camion, per immettervi manciate di neve in modo da facilitare il raffreddamento.
Nel 1943, la mitragliatrice SG-43 sostituì la PM1910 come mitragliatrice pesante standard dell'Armata Rossa, ma la PM1910 restò in produzione fino al 1945 e venne radiata solo negli anni '50; tuttavia, la storia della PM1910 proseguì per tutto il XX secolo, essendo comparsa in ogni conflitto dove l'Unione Sovietica avesse interessi. Ancora nel 2014, l'arma risultava in servizio in Ucraina.

## Caratteristiche

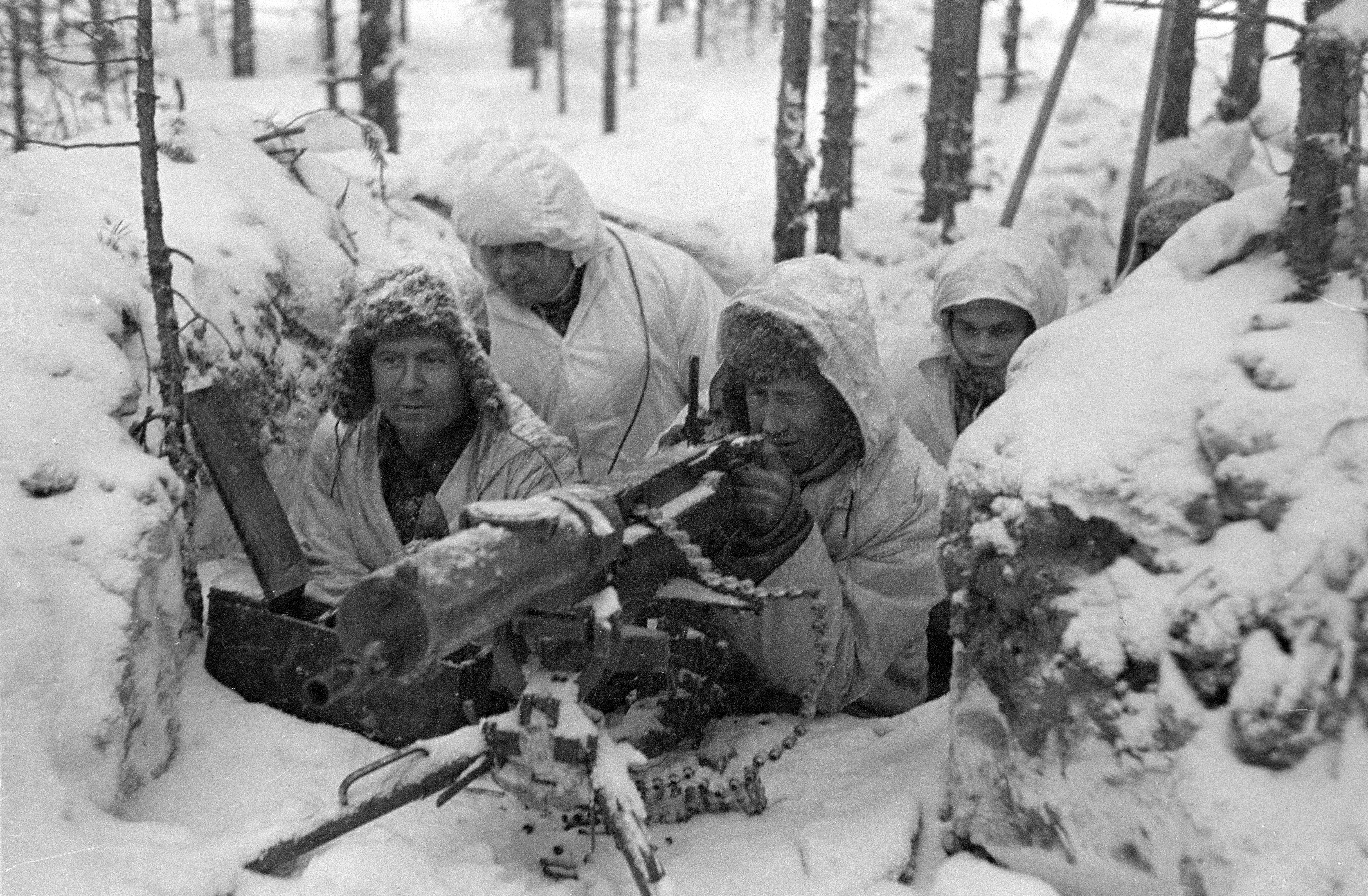
Militari finlandesi mentre impiegano una Maxim 1932/33 durante la Guerra d'Inverno: la Finlandia adottò la PM1910/30 producendone una versione nazionale con un treppiedi molto semplificato al posto del massiccio e pesante affusto Sokolov russo. Si nota bene il largo bocchettone per introdurrre neve nel manicotto dell'arma, in modo da facilitare il raffreddamento.

La PM M1910 sfruttava l'organizzazione meccanica Maxim, ideata da Hiram S. Maxim nel 1884 e modificata dai tecnici della ditta inglese Vickers, e basata sul principio del corto rinculo di canna: all'atto dello sparo, canna e otturatore rinculavano assieme per un tratto, poi l'otturatore si svincolava dalla canna mediante un congegno a snodo: a quel punto la canna si arrestava e l'otturatore era libero di retrocedere e sfilare il bossolo esploso. Quindi, una robusta molla di recupero sospingeva di nuovo in avanti l'otturatore che sfilava una cartuccia dal nastro e la inseriva in canna. Il ciclo si ripeteva finché il tiratore manteneva premuta la leva di sparo. Il tutto era massicciamente costruito e dimostrò di funzionare impeccabilmente anche con pochissima manutenzione, nelle condizioni ambientali più estreme. Lo stesso principio è applicato in molte altre armi simili, come la Vickers Gun inglese e la sMG 08 tedesca.
L'arma è raffreddata mediante un manicotto in lamiera corrugata, per meglio disperdere il calore, e pieno di acqua: una valvola posteriore e una anteriore servono rispettivamente a introdurre acqua e a recuperare vapore, che tramite un tubo veniva raccolto in una speciale tanica in lamiera e reimmesso nell'arma. La leva di sparo è posta fra le due impugnature posteriori, e il tiratore doveva premerla coi pollici; un'asta a bilanciere la collegava con il meccanismo di sparo all'interno. Una levetta che bloccava la leva di sparo fungeva da sicura.
Sul coperchio del castello, ribaltabile per consentire la pulizia della meccanica, vi è un alzo abbattibile a ritto e cursore graduato fino a 3 200 metri e regolabile in elevazione e direzione. L'alimentazione dell'arma avviene dal lato destro mediante un nastro di tela (più tardi in metallo) da 250 colpi, contenuto in cassette di lamiera. La leva di armamento è anch'essa sul lato destro e il tiratore doveva spingerla in avanti per caricare l'arma; essendo solidale all'otturatore, oscillava avanti e indietro durante il fuoco.

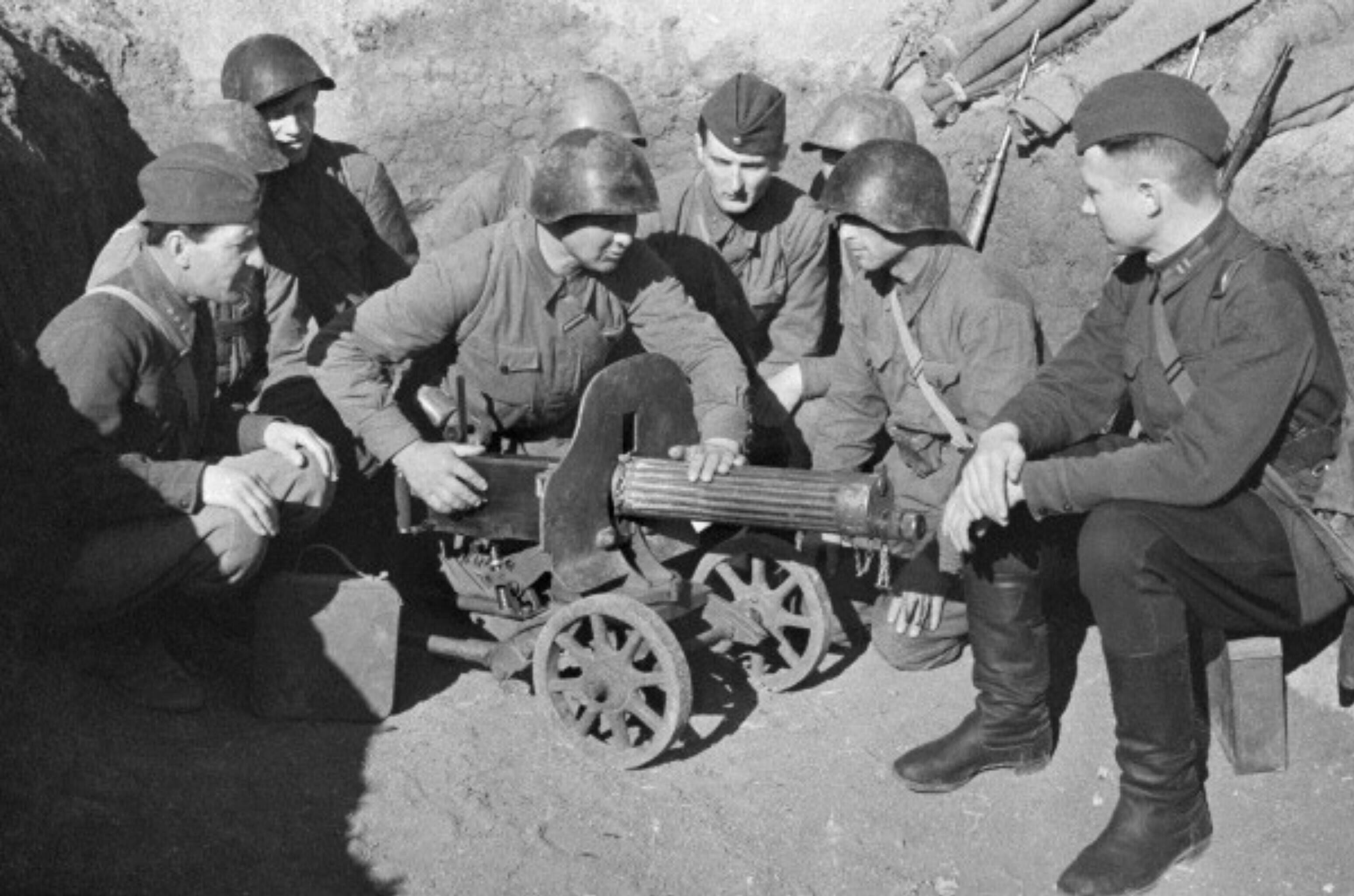
Militari sovietici ritratti nel maggio 1942 in Crimea si addestrano all'uso di una Maxim PM1910/30

La PM1910 presenta tutti i pregi e difetti delle armi della sua categoria: grossa e pesante, necessitava di acqua per funzionare e l'affusto Sokolov senza il quale non era possibile usarla, era anch'esso ingombrante e pesante. Il vantaggio era costituito dallo spaventoso volume di fuoco che l'arma era in grado di erogare, a distanze anche superiori ai 2 000 metri. La PM1910, in tutte le sue versioni, divenne leggendaria per la sua capacità di sopportare qualsiasi condizione d'uso e maltrattamento.

## Varianti
PV-1: variante per installazione su aerei, raffreddata ad aria mediante un manicotto traforato.

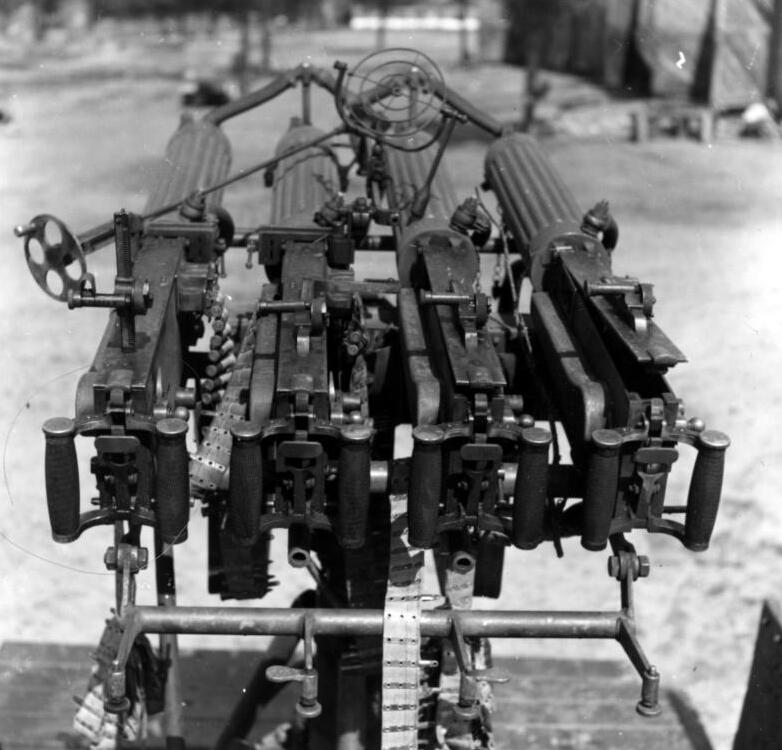
Installazione contraerei ZPU-4 realizzata con 4 armi PM1910/30 montate su un affusto semovente. L'arma di sinistra ha l'alzo a ritto e cursore in posizione di tiro; l'arma di destra ha il coperchio del castello aperto.

PM1910/15: versione semplificata su affusto Kolesnikov
PM1910/30: versione ammodernata su affusto Vladimirov
Maxim-Tokarev MT: versione alleggerita con calcio da fucile, bipiede, canna alleggerita senza serbatoio di raffreddamento ad acqua e con sistema di ricambio rapido, e attacco per caricatore a tamburo da 100 proiettili. Quest'ultima venne progettata nel 1925, impiegata dalle truppe repubblicane durante la Guerra di Spagna e nelle prime fasi della seconda guerra mondiale dall'Armata Rossa.

## Utilizzatori
- Austria-Ungheria[2]
- Cina
- Estonia
- Finlandia (Maxim M.09/21 e M.32/33)
- Repubblica Popolare d'Ungheria[2]
- Iran / Dinastia Pahlavi
- Corea del Nord
- Repubblica Popolare Mongola
- Polonia (wz.10/28)
- Russia / Armata Bianca
- RSFS Russa
- Spagna repubblicana 3221 esemplari [3]
- Unione Sovietica
- Turchia 1910-1934
- Vietnam del Nord